# Santo António
Santo António è un centro abitato dello Stato africano di São Tomé e Príncipe, situato sull'isola di Príncipe e capoluogo della Provincia di Príncipe.